# Humphrey de Bohun, IV conde de Hereford

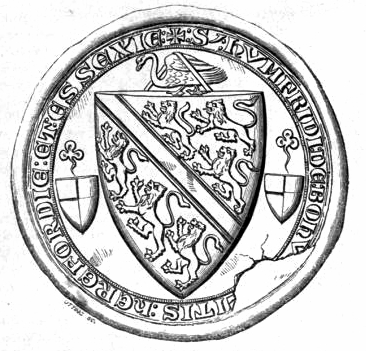
Sello de Humphrey de Bohun, IV conde de Hereford.

Humphrey VIII de Bohun, IV conde de Hereford (1276 - 16 de marzo de 1322) era miembro de una poderosa familia anglonormanda establecida en las Marcas Galesas y uno de los defensores de las Ordenanzas de 1311 que se enfrentaron a Eduardo II por sus excesos.

## Juventud y primeros años
No conocemos con exactitud el año de nacimiento de Humphrey de Bohun, aunque varias fuentes contemporáneas indican 1276. Era hijo de Humphrey de Bohun, III conde de Hereford y de Maud de Fiennes, hija de Enguerrand II de Fiennes e Isabelle de Conde. Nació en Pleshey, Essex.
Sucedió a su padre en como conde de Hereford y de Essex, así como Condestable de Inglaterra (título posteriormente llamado Gran Lord Condestable. Heredó igualmente el título de Abanderado de la Enseña del Cisne, una divisa heráldica hereditaria en la familia Bohun.

## Las guerras escocesas
Humphrey fue uno de los siete condes y barones que, junto a Eduardo I, pusieron sitio al castillo de Caerlaverock en Escocia en 1300, tras lo que participó en numerosas campañas durante las guerras de independencia de Escocia. Amante de los torneos, logró una gran reputación por su elegancia. Durante una de sus campañas escocesas, Bohun abandonó sus posiciones y marchó a Inglaterra para tomar parte en un torneo junto a Piers Gaveston y otros destacados nobles y caballeros. A su regreso, todos fueron objeto de la ira del rey Eduardo I por deserción, pero fueron finalmente perdonados. Es probable que el Príncipe Eduardo, futuro rey de Inglaterra les hubiera permitido partir. Con el paso de los años, Humphrey se convertiría en uno de los enemigos más acérrimos de Eduardo II y Gaveston.
Coincidió también con el joven Robert Bruce, futuro rey de Escocia, durante sus primeras actuaciones en aquel país. Robert, como muchos otros escoceses y hombres de frontera, cambiaba frecuentemente de lealtades y después de su última traición a Eduardo I en 1306 se vio obligado a huir a la isla de Rathlin en Irlanda.
Las tierras que Bruce había dejado en Escocia fueron incautadas por la administración inglesa, y Humphrey de Bohun recibió una parte importante de las mismas. No sabemos si Bruce y Bohun habían sido amigos o enemigos, pero eran prácticamente de la misma edad y las familias de ambos poseían tierras contiguas en Essex y Middlesex. De hecho, cuando Isabel de Burgh, esposa de Robert, fue capturada por Eduardo I, permaneció custodiada por Hereford y su esposa Elizabeth, hasta que fue intercambiada por el propio Humphrey tras la batalla de Bannockburn en 1314.

## Bannockburn
Humphrey de Bohun, como Condestable de Inglaterra, debería haber estado al frente del ejército inglés en Bannockburn. Sin embargo, tras el asesinato de Gaveston en 1312, Humphrey había perdido el favor de Eduardo II; este último había concedido el mando de las tropas para la campaña de 1314 al joven e inexperto Gilbert de Clare, VIII conde de Gloucester. No obstante, de Bohun insistió en dirigir la carga de caballería. No sufrió herida alguna en el combate, pero su sobrino Henry de Bohun resultó muerto por el rey escocés.
Durante el segundo día, Gloucester murió al comienzo de la batalla. Hereford peleó durante todo el día, mandando una gran compañía de arqueros y caballeros ingleses y galeses. Los arqueros consiguieron romper los schiltrons escoceses, pero fueron finalmente dispersados por la caballería. Cuando la batalla estaba perdida, de Bohun, junto con el conde de Angus y otros barones y caballeros se refugió en el castillo de Bothwell. Sin embargo, el antiguo gobernador inglés se había pasado al bando escocés en cuanto conoció la victoria de Bruce e hizo prisioneros a todos aquellos que se habían acogido a su protección. Humphrey fue rescatado por su cuñado Eduardo II a instancias de su esposa Elizabeth. Humphrey fue intercambiado por la esposa y la hija de Bruce, dos obispos, la condesa de Buchan que había permanecido varios años en una jaula fuera del castillo, y otros importantes presos escoceses.

## Las Ordenanzas
Al igual que su padre, abuelo y bisabuelo, Humphrey de Bohun vigiló el cumplimiento por parte del rey de la Carta Magna y de otras salvaguardas establecidas en favor de la clase baronal y contra la tiranía del monarca. Encabezó los movimientos de reforma que acabaron con la promulgación de las Ordenanzas de 1311 y peleó para garantizar su ejecución.
La posterior reinstauración de la autoridad real y la creciente influencia de los Despenser, Hugh el Viejo y Hugh el Joven llevaron a de Bohun y a otros barones a rebelarse nuevamente contra el rey en 1322. De Bohun guardaba un especial rencor a los Despensers, que le habían arrebatado algunas de sus propiedades en las Marcas Galesas, lo que consideraba un ultraje a su honor. En 1316, de Bohun había sido designado para suprimir la revulelta de Llywelyn Bren en Glamorgan. Cuando el rebelde se rindió a él, el conde prometió interceder en su favor e intentar que fuera perdonado. Sin embargo, Despenser el joven juzgó y ejecutó por su cuenta al galés, lo que los barones interpretaron como un símbolo de tiranía.

## Muerte en Boroughbridge
En el curso de la nueva rebelión baronal contra el rey, las fuerzas rebeldes se encontraron con los realistas en el puente de madera de Boroughbridge, Yorkshire, donde Humphrey de Bohun encontraría su muerte el 16 de marzo de 1322.
Aunque los detalles han sido discutidos por algunos historiadores, las circunstancias de su muerte pudieran haber sido especialmente macabras. Según el relato de Ian Mortimer: "[El IV conde de ] Hereford mandaba la lucha sobre el puente, pero él y sus hombres se vieron atrapados por las andanadas de flechas. Entonces, uno de los piqueros de Harclay, escondido bajo el puente, lanzó su pica hacia arriba entre las tablas y ensartó al conde de Hereford por el ano, girando retorciendo la pica de hierro en sus intestinos. Sus gritos convirtieron el avance en terror."
Humphrey de Bohun pudo haber causado el fracaso de los planes reformistas. Hay evidencia de durante varios años, especialmente tras la muerte de su esposa en 1316, sufrió de depresión clínica.

## Matrimonios y descendencia
Su matrimonio con Isabel de Rhuddlan, (Isabel Plantagenet), hija de Eduardo I de Inglaterra y de su primera esposa Leonor de Castilla el 14 de noviembre de 1302 le supuso las tierras de Berkshire. Con ella tendría un número indeterminado de hijos, posiblemente diez.
Hasta la muerte del conde, los varones de la familia, y posiblemente las hembras, se educaron bajo la tutela de un Maestro Griego Siciliano, "Digines" (Diógenes), que pudo haber sido tutor del propio conde.[cita requerida] De Bohun era una persona evidentemente culta, coleccionista de libros y estudioso, aficiones que heredaron sus hijos Humphrey y Margaret.
La primera Margarita y el primer Humphrey murieron siendo aún niños y están enterrados en el mismo sarcófago en la Abadía de Westminster. Es posible que hubieran sido gemelos, pero no es seguro.
1. ¿Hugo de Bohun? Este nombre figura solo en una fuente medieval (véase Flores Historiarum) y fue posiblemente un error del copiasta por "Humphrey". El nombre de Hugh no aparece en la rama principal de los Bohuns en England.[3] Fecha desconocida, pero después de 1302, ya que la boda de Humphrey y Margarita tuvo lugar a finales de ese año.
2. Humphrey de Bohun (fechas de nacimiento y fallecimiento desconocidas. Enterrado en Westminster junto a su hermana Mary o Margaret.
3. María o Margarita de Bohun (fechas de nacimiento y fallecimiento desconocidas. Enterrada en Westminster junto a su hermano, Humphrey.
4. Juan de Bohun, V conde de Hereford (Aprox 1307 – 1336)
5. Humphrey de Bohun, V conde de Hereford (Aprox 1309 a 1311 – 1361).
6. Inés (o Aeneas) de Bohun (1309-1391), casada con Roberto de Ferrers, barón Ferrers de Chartley que había heredado el título a la muerte de su padre, posiblemente envenenado en Gascuña en 1324. Roberto luchó en las campañas escocesas y francesas de Eduardo III de Inglaterra, participando en la victoria de Batalla de Crécy. Tuvieron un hijo, Juan de Ferrers, III barón Ferrers de Chartley que casó con una hija del conde de Stafford. Falleció en la batalla de Nájera en Castilla.
7. Margarita de Bohun (3 de abril de 1311 - 16 de diciembre de 1391), casada con Hugo Courtenay, X conde de Devon fue madre de entre 16 y 18 hijos (incluyendo un arzobispo, un comandante marino y pirata, y más de un caballero de la orden de la Jarretera. Falleció a los ochenta años.
8. Guillermo de Bohun, I conde de Northampton (aprox 1310-1312 –1360). Gemelo de Eduardo. Se casó con Isabel de Badlesmere, hija de Bartholomew de Badlesmere, barón Badlesmere, y de Margaret de Clare, con la que tuvo descendencia.
9. Eduardo de Bohun (aprox 1310-1312 –1334). Gemelo de Guillermo. Se casó con Margarita, hija de William de Ros, II barón de Ros, pero no tuvieron hijos. Sirvió durante la enfermedad de su hermano mayor Humphrey como Condestable de Inglaterra. Amigo íntimo del joven Eduardo III falleció al intentar rescatar a un camarada que se estaba ahogando en un río durante las guerras con Escocia.
10. Leonor de Bohun (17 de octubre de 1304 - 1363),[4] estuvo casada con James Butler, I conde de Ormonde y Thomas Dagworth, I Barón Dagworth.
11. Inés de Bohun (nacimiento desconocido, fallecido antes de 1322, según se menciona en el testamento de su padre).
12. Isabel de Bohun (mayo de 1316). Falleció al poco de nacer, muriendo su madre también en el parto. Ambas están enterradas en la Abadía de Waltham, en Essex.